# Utricularia cornigera
Utricularia cornigera este o specie de plante carnivore din genul Utricularia, familia Lentibulariaceae, ordinul Lamiales, descrisă de Studnicka. Conform Catalogue of Life specia Utricularia cornigera nu are subspecii cunoscute.